# Dolores Veguillas
Dolores Veguillas (14 de septiembre de 1963) es una deportista española que compitió en judo. Ganó tres medallas en el Campeonato Europeo de Judo entre los años 1984 y 1988.

## Palmarés internacional
| Campeonato Europeo | Campeonato Europeo    | Campeonato Europeo | Campeonato Europeo |
| Año                | Lugar                 | Medalla            | Categoría          |
| ------------------ | --------------------- | ------------------ | ------------------ |
| 1984               | Pirmasens (RFA)       | Medalla de bronce  | –48 kg             |
| 1986               | Londres (Reino Unido) | Medalla de plata   | –48 kg             |
| 1988               | Pamplona (España)     | Medalla de bronce  | –48 kg             |